# دييغو كوراليس
دييغو كوراليس (بالإنجليزية: Diego Corrales)‏ مواليد 25 أغسطس 1977 في ساكرامنتو، الولايات المتحدة - الوفاة 7 مايو 2007 في نيفادا، الولايات المتحدة، كان ملاكم أمريكي سابق صنّف ضمن فئة الوزن الخفيف. حقق بطولة المجلس العالمي للملاكمة وبطولة الاتحاد الدولي للملاكمة وبطولة منظمة الملاكمة العالمية.

## إحصائيات
خاض خلال مسيرته 45 نزالا، فاز في 40 وخسر في 5. فاز بالضربة القاضية في 33 نزالا.

## روابط خارجية
- دييغو كوراليس على موقع بوكس ريك (الإنجليزية) (registration required)